# Justicia chamaephyton
Justicia chamaephyton är en akantusväxtart som beskrevs av D.N. Gibson. Justicia chamaephyton ingår i släktet Justicia och familjen akantusväxter. Inga underarter finns listade i Catalogue of Life.